# Køge
Køge este un oraș în Danemarca.